# Самодивска кукумявчица
Самодивската кукумявчица (Micrathene whitneyi) е вид птица от семейство Совови (Strigidae), единствен представител на род Micrathene.

## Разпространение и местообитание
Разпространен е в Мексико и САЩ.